# Tobiasz Bocheński
Tobiasz Adam Bocheński (ur. 15 grudnia 1987 w Łodzi) – polski prawnik, nauczyciel akademicki i urzędnik państwowy, wojewoda łódzki (2019–2023), wojewoda mazowiecki (2023), poseł do Parlamentu Europejskiego X kadencji (od 2024), wiceprezes Prawa i Sprawiedliwości (od 2025).

## Życiorys
Jest synem profesora Tomasza Bocheńskiego. Ukończył studia prawnicze na Wydziale Prawa i Administracji Uniwersytetu Łódzkiego. W 2012 objął stanowisko sekretarza do spraw naukowych w kierowanym przez Zbigniewa Raua Centrum Myśli Polityczno-Prawnej im. Alexisa de Tocqueville’a. W pracy naukowej zajął się badaniami nad anglosaską myślą republikańską i liberalną. W 2019 doktoryzował się w zakresie nauk prawnych na tej samej uczelni w oparciu o rozprawę Cato’s Letters. Polityczno-prawny wymiar republikańsko-liberalnej syntezy.
Od grudnia 2015 był asystentem, a następnie doradcą wojewody łódzkiego Zbigniewa Raua. W lipcu 2017 powołany na stanowisko dyrektora Biura Wojewody w Łódzkim Urzędzie Wojewódzkim. 25 listopada 2019 premier Mateusz Morawiecki powierzył mu stanowisko wojewody łódzkiego. 18 kwietnia 2023 przeszedł na urząd wojewody mazowieckiego, który sprawował do 13 grudnia tego samego roku. W lutym 2024 został ogłoszony kandydatem Prawa i Sprawiedliwości na prezydenta Warszawy w wyborach samorządowych w tym samym roku. W pierwszej turze wyborów z 7 kwietnia 2024 (zakończonych wówczas reelekcją Rafała Trzaskowskiego) zajął drugie miejsce wśród 6 kandydatów, otrzymując 23,1% głosów. Uzyskał natomiast mandat radnego Rady m.st. Warszawy. W tym samym miesiącu został członkiem PiS.
W wyborach w 2024 został następnie wybrany do Europarlamentu X kadencji, kandydując w okręgu nr 4 i otrzymując 95 880 głosów. Zasiadł w Komisji Prawnej. W czerwcu 2025 podczas kongresu PiS został wybrany na stanowisko wiceprezesa partii.

## Wyniki w wyborach
| Wybory | Komitet wyborczy                | Komitet wyborczy       | Organ               | Okręg            | Wynik           |
| ------ | ------------------------------- | ---------------------- | ------------------- | ---------------- | --------------- |
| 2024   |                                 | Prawo i Sprawiedliwość | Rada m.st. Warszawy | nr 8             | 16 984 (15,33%) |
| 2024   | Prezydent m.st. Warszawy        | Prawo i Sprawiedliwość | –                   | 178 652 (23,10%) |                 |
| 2024   | Parlament Europejski X kadencji | Prawo i Sprawiedliwość | nr 4                | 95 880 (7,35%)   |                 |

## Życie prywatne
W 2020 zawarł związek małżeński z Elżbietą.

## Odznaczenia
- Złoty Medal za Zasługi dla Straży Granicznej (2021)[16]

## Publikacje
- Słów kilka o grze w piłkę, czyli co panowie Burke i Tocqueville prawili na temat rewolucji francuskiej, „Zeszyty Studenckie Naukowe”, nr 21/2011.
- Opatrzność w poglądach Tocqueville’a, „Rocznik Politologiczny”, nr 1(6)/2011.
- Berlina wyzwanie rzucone filozofii polityki. Próba analizy pluralizmu wartości, [w:] Maciejewski, Maciej Marszał, Mirosław Sadowski (red.), Tendencje rozwojowe myśli politycznej i prawnej, Wydział Prawa, Administracji i Ekonomii Uniwersytetu Wrocławskiego, Wrocław 2014.
- Cato’s Letters – wolny rząd a wolna jednostka. W poszukiwaniu republikańsko-liberalnego equilibrium, [w:] Olgierd Górecki (red.), Wolność człowieka i jego granice. Antologia pojęcia w doktrynach polityczno-prawnych, t. 1–3, Wydawnictwo Uniwersytetu Łódzkiego, Łódź 2019.